# Тур Бенина
Тур Бенина (фр. Tour du Bénin) — шоссейная многодневная велогонка, проходящая по территории Бенина с 1992 года.

## История
Гонка была создана в 1992 году и до 2004 года была проведена 10 раз. После чего в её истории наступил перерыв.
Спустя 10 лет, в 2014 году благодаря усилиям бывшего французского велогонщика Франсиса Дюкрё и Федерации велоспорта Бенина (FéBéCy) гонка была возобновлена.
В 2019 году гонка не состоялась из-за отсутствия спонсоров. А в 2020 из-за пандемии COVID-19 сначала была перенесена, а затем и отменена.
С момента своего создания и до 2021 года гонка проходила в рамках национального календаря и никогда не входила в международный календарь UCI. В 2022 году вошла в календарь Африканского тура UCI с категорией 2.2.
В гонке принимают участие такие страны как Буркина-Фасо, Гана, ДР Конго, Камерун, Кот-д'Ивуар, Конго, Нигерия, Нигер, Того, Франция. Бенин, как страна-организатор гонки, выставляет сразу несколько команд.

Маршрут гонки состоит из 5-6 этапов, протяжённость которых варьируется в диапазоне от 50 до 150 км, а суммарная составляет 500-600 км. Дистанция гонки проходит через такие города как Абомей, Даса-Зуме, Джугу, Локоса, Натитингу, Параку, Порто-Ново финишируя всегда в финансовой столице Бенина — Котону.
Организатором гонки выступает Федерации велоспорта Бенина, официальным спонсором — Castel Groupe. Освещением гонки занимается телеканал TV5Monde.

## Призёры
| Год  | Победитель          | Второй           | Третий           |          |
| ---- | ------------------- | ---------------- | ---------------- | -------- |
| 1992 | Иноусса Сака        |                  |                  |          |
| 1994 | Иноусса Сака        |                  |                  |          |
| 1996 | Иноусса Сака        |                  |                  |          |
| 1998 | Иноусса Сака        |                  |                  |          |
| 2003 | Эрик Ахуанджину     |                  |                  |          |
| 2004 | Иноусса Сака        | Ибрагим Абдулайе | Эрик Ахуанджину  |          |
| 2014 | Джереми Лету        | Стефан Конье     | Себастьян Леда   |          |
| 2015 | Матиас Сорго        | Джереми Лету     | Малик Тиам       |          |
| 2016 | Матиас Сорго        | Абоу Саного      | Нуфу Миноунгу    |          |
| 2017 | Абдель Азиз Никиема | Матиас Сорго     | Харуна Ильбудо   |          |
| 2018 | Салиф Ербанга       | Сейду Бамого     | Солфо Бикиенга   |          |
| 2019 | отменено            | отменено         | отменено         | отменено |
| 2020 | отменено            | отменено         | отменено         | отменено |
| 2021 | Поль Даумон         | Сулейман Коне    | Харуна Ильбудо   |          |
| 2022 | Марсель Пешгес      | Джарри Страверс  | Адиль Эль Арбауи |          |
| 2023 | Ахраф Эд Догми      | Ясин Хамза       | Кловис Камзонг   |          |
| 2024 | Ахраф Эд Догми      | Аззедин Лагаб    | Йоэль Хабтеаб    |          |